# エルンスト・オツヴィルク
エルンスト・オツヴィルク（Ernst Ocwirk、1926年3月7日 – 1980年1月23日）は、オーストリア出身の同国代表サッカー選手。ポジションはミッドフィールダー。身長182cm体重82kg。1951年と1953年のFIFA世界選抜チームでは主将に任命され、1952年には権威あるサッカー専門誌フランス・フットボールにより世界最優秀選手に選ばれたMF。
現在まで残るバロンドール（欧州年間最優秀選手賞）が創設されたのは1956年であったが、1950年代の初期に創設されていれば、オツヴィルクが受賞していただろうと言われている。
当時オーストリア・ブンデスリーガに属していたフローリツドルファーAC出身だが、溢れる才能を持つオツヴィルクに惚れ込んだドイツ語圏の多くのクラブがオツヴィルク獲得に動く。最終的にはFKアウストリア・ウィーンがフロリツドルファーACの「スタジアム修築の資金」という「移籍金」を支払い移籍が成立。1947年以降はFKアウストリア・ウィーンの中心選手として活躍、5回のリーグ優勝と3回のオーストリア・カップ優勝に貢献する。1956年から1961年まではイタリア・セリエAのサンプドリア・ジェノアでもプレー、154試合に出場し37得点を決めている。
1954年FIFAワールドカップ・スイス大会では主力選手として全試合に出場、3位の好結果の貢献している。
オーストリアの20世紀ベストイレブンにも選出されたオツヴィルクの妻マルタは、ハンドボールのオーストリア代表選手としてハンガリーで開催された1949年のワールドカップにも出場、見事準優勝を果たしている。

## 獲得したタイトル
- 1954年FIFAワールドカップ・スイス大会3位
- オーストリア・ブンデスリーガ優勝5回 （1949,1950,1953,1962,1963）
- オーストリア・カップ優勝3回 （1948,1949,1962）